# Sven Teutenberg
Sven Teutenberg (Mettmann, 18 agosto 1972) è un ex ciclista su strada tedesco.
Professionista dal 1993 al 2009, è fratello dei ciclisti Lars Teutenberg e Ina-Yoko Teutenberg.

## Carriera
Da dilettante vinse una tappa e la classifica generale al Circuit Franco-Belge e una tappa al Bayern Rundfahrt nel 1993; nella parte finale della stagione fu stagista presso la Telekom. Passò professionista nella stagione successiva nella Wordperfect, vincendo nella prima stagione due tappe al Tour DuPont. Nel 1996 passò alla US Postal Service, vincendo una tappa al Teleflex Tour, una tappa al Tour DuPont, due tappe e la generale alla Rutas de América nella prima stagione, la Rund um Düren nel 1997 e il prologo del Rheinland-Pfalz-Rundfahrt nel 1998.
Nel 1999 si trasferì alla Gerolsteiner, vincendo una tappa al Rapport Toer nel 1999 e una frazione al Bayern Rundfahrt nel 2000. Nel 2001 corse per la Festina, riportando tre successi di tappa alla Vuelta a Chile. Nel 2002 vestì la divisa della Phonak e nel 2003 quella del Team Coast/Bianchi, vincendo una tappa all'Hessen-Rundfahrt. Dopo due stagioni tra i dilettanti, tornò tra i professionisti nel 2006, correndo per due anni con il team Vorarlberg/Volksbank. Nel 2008 tornò di nuovo tra i dilettanti, mentre nel 2009, all'ultimo anno da pro, vestì la maglia della MTN.
In carriera partecipò a cinque edizioni della Vuelta a España, una del Tour de France, una del Giro d'Italia e a un'edizione dei campionati del mondo.

## Palmarès
- 1993 (Dilettanti, sette vittorie)

10ª prova International Cycling Classic
12ª prova International Cycling Classic
18ª prova International Cycling Classic
Classifica generale International Cycling Classic
5ª tappa Circuit Franco-Belge (Flobecq > Wodecq)
Classifica generale Circuit Franco-Belge
3ª tappa Bayern Rundfahrt
- 1994 (Wordperfect, tre vittorie)

10ª prova International Cycling Classic
2ª tappa Tour DuPont (Port Deposit > Hagerstown)
9ª tappa Tour DuPont (Concord > Concord)
- 1995 (Novell, una vittoria)

16ª prova International Cycling Classic
- 1996 (US Postal Service, sette vittorie)

1ª tappa Teleflex Tour (Den Bosch > Den Bosch)
9ª tappa Tour DuPont (Blowing Rock > Charlotte)
8ª tappa Commonwealth Bank Classic
1ª tappa McLane Pacific - Foothills Road Race
1ª tappa, 2ª semitappa Rutas de América (Paso de los Toros > Paso de los Toros)
7ª tappa Rutas de América (Tacuarembó > Melo)
Classifica generale Rutas de América
- 1997 (US Postal Service, due vittorie)

1ª tappa Valley of the Sun Stage Race
Rund um Düren
- 1998 (US Postal Service, una vittoria)

Prologo Rheinland-Pfalz-Rundfahrt (Bad Neuenahr-Ahrweiler)
- 1999 (Gerolsteiner, una vittoria)

4ª tappa Rapport Toer (De Rust > Oudtshoorn)
- 2000 (Gerolsteiner, una vittoria)

1ª tappa, 1ª semitappa Bayern Rundfahrt (Burghausen > Burghausen)
- 2001 (Festina, tre vittorie)

2ª tappa Vuelta a Chile (Osorno > Valdivia)
4ª tappa Vuelta a Chile (Lautaro > Cañete)
5ª tappa Vuelta a Chile (Cañete > Concepción)
- 2003 (Team Coast/Team Bianchi, una vittoria)

4ª tappa Hessen-Rundfahrt (Battenberg > Wetzlar)

### Altri successi
- 1995

Criterium di Ahrweiler
Criterium di Velbert
- 1996

Criterium di Merced
- 2001

Criterium di Bad Homburg
Criterium di Mönchengladbach
- 2004

Criterium di Kempen
- 2005

Criterium di Kaarst-Büttgen
Criterium di Velbert

## Piazzamenti

### Grandi Giri
- Giro d'Italia

2002: ritirato (12ª tappa)
- Tour de France

2001: 80º
- Vuelta a España

1995: 113º
1997: 111º
1998: ritirato (19ª tappa)
2001: 134º
2002: 132º

### Classiche monumento
- Milano-Sanremo

1998: 146º
- Parigi-Roubaix

1995: 86º

### Competizioni mondiali
- Campionati del mondo

Zolder 2002 - In linea Elite: 8º